# Optochin-Test
Der Optochin-Test wird durch Auflegen von Papierblättchen (6–10 mm Ø), die mit Ethylhydrocuprein (1 : 4000), auch Optochin, getränkt sind, auf einem festen Nährboden (Blutagar) durchgeführt und dient zur Erkennung von Pneumokokken, deren Wachstum in einem Hemmhof um das Plättchen unterdrückt wird. Im Gegensatz zu Viridans-Streptokokken werden Pneumokokken in ihrem Wachstum gehemmt.